# 空の自由
空の自由（そらのじゆう、英：Freedoms of the air) とは、ある国の航空会社が運航する航空機が別の国の領空内でどのような行動が取れるかについて定めた、商業航空権の集まりのことである。
これはシカゴ条約として一般に知られる1944年の国際民間航空条約で、国ごとに航空の自由化の程度に関する意見が相違した結果、策定されたものである。アメリカ合衆国は国家間で交渉する際の標準化された一連の個別の航空権を要求していたが、他のほとんどの国々は、厳密な規則がなければ、規模の大きいアメリカの航空会社が世界中の航空産業を支配する可能性を懸念していた。
空の自由は、国際民間航空路線網の基本的な構成要素である。最初の2つの自由は外国の領空と空港を通る民間航空機の通過に関するもので、それ以外の自由は旅客・郵便・貨物の輸送に関するものである。この内第1の自由から第5の自由の5項目は国際条約、特にシカゴ条約によって公式に列挙されている。これ以外にもいくつかの自由が追加されており、そのほとんどは広く適用される国際条約の下で正式に承認されていないが多くの国が合意している。小さい番号の自由は比較的普遍的なものであり、大きい番号のものはより稀で物議を醸している。似たものであるオープンスカイ協定は、しばしば空の自由よりも制限が少ない形式の航空協定のことを指して使われ、全てではないにしても多くの自由を含んでいる。

## 概要
空の自由は、民間航空に適用される権利である:145–146。"自由" (freedom) と"権利" (right) という用語は、2つ以上の国の間で許可されている国際サービスの種類を指す簡単な方法である:145–146。そのようなサービスが国によって許可されていても、航空会社は条約の条件または他の理由でそれらへのアクセスに対する制限に直面するかもしれない:145–146:19。

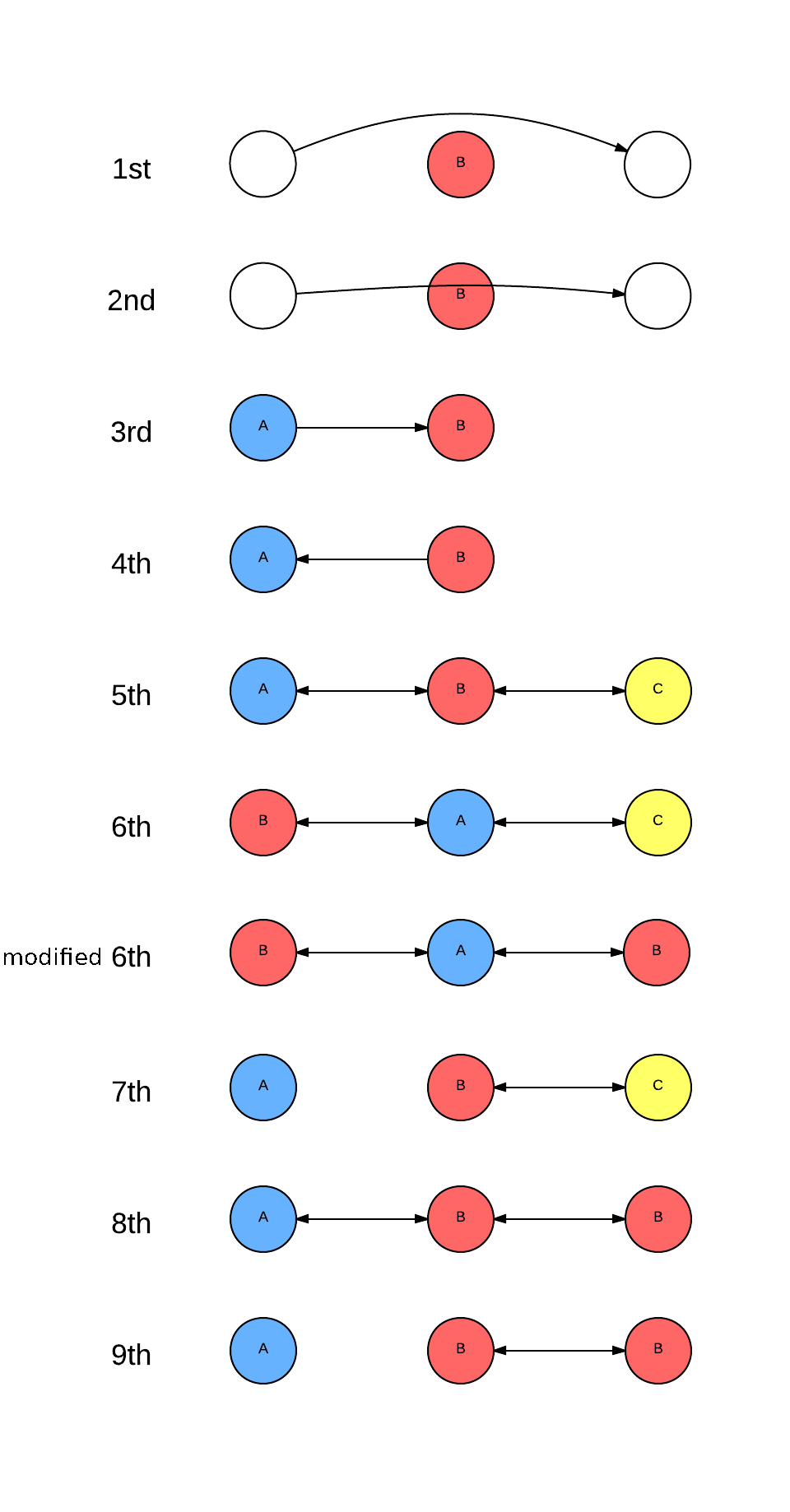
航空機を運航する会社の国（青）と他国（赤・黄）を円で表した空の自由の図

| 自由          | 内容                                                                           | 例 |
| ------------- | ------------------------------------------------------------------------------ | --- |
| 第1の自由     | 空港への着陸を行わずに他国の領空を通過する権利。                               | メキシコの航空会社がメキシコからカナダへ向けて航空機を運航する際にアメリカの空港に着陸せず領空を通過した。 |
| 第2の自由     | 旅客・貨物の取扱を行わず給油または整備を行うために他国の空港へ着陸を行う権利。 | イギリスの航空会社がイギリスからアメリカへ向かう航空機を運航する際にアイルランドの空港で給油を行った。 |
| 第3の自由     | 自国から他国へ向けて航空機を運航し旅客・貨物の輸送を行う権利。                 | ニュージーランドの航空会社がニュージーランドから日本へ向けて航空機を運航し旅客を輸送した。 |
| 第4の自由     | 他国から自国へ向けて航空機を運航し旅客・貨物の輸送を行う権利。                 | ブラジルの航空会社がチリからブラジルへ向けて航空機を運航し旅客を輸送した。 |
| 第5の自由     | 自国を発着する便において発着国以外の第三国で旅客・貨物の取扱を行う権利。       | アラブ首長国連邦の航空会社の航空機がアラブ首長国連邦からニュージーランドへ向かう途中にオーストラリアで旅客の追加搭乗を行った。 |
| 第6の自由     | 自国を経由しながら他国と他国の間を結ぶ権利。                                   | フランスの航空会社の航空機がニュージーランドからアメリカへ向かう途中にフランス領ポリネシアで旅客の追加搭乗を行った。この例ではアメリカの航空会社が同じ経路を運航した場合第5の自由の適用範囲となり、また第6の自由を適用しているフランスの航空会社とのコードシェア便を運航することもできる。 |
| 改訂第6の自由 | 自国を経由しながら他国の2点間を結ぶ権利。                                      | カナダの航空会社の航空機がアメリカのニューヨークからロサンゼルスへ向かう途中にトロントで旅客の追加搭乗を行った。 |
| 第7の自由     | 自国の領空に一度も入ることなく他国間を結ぶ権利。                               | ハンガリーの航空会社の航空機がハンガリーの領空を通過せずポーランドからイスラエルへ向かった。 |
| 第8の自由     | 発着地と同じ国を経由しながら自国と他国を結ぶ権利。                             | イギリスの航空会社の航空機がロンドンからフランスのボルドーへ向かう途中にパリで旅客の追加搭乗を行った。 |
| 第9の自由     | 自国の領空に一度も入ることなく他国の2点間を結ぶ権利。                          | イギリスの航空会社の航空機がイギリスの領空を通過せずドイツのフランクフルトからベルリンへ向かった。 |

## 通過権
第1の自由と第2の自由は、他国で旅客・貨物の取扱を行わずに通過することを認める権利であることから、"通過権" (Transit rights) と呼ばれる:146。シカゴ条約ではこの2つの自由を国際航空サービス輸送協定 (International Air Services Transit Agreement, IASTA) または"2つの自由協定" (Two Freedoms Agreement) として、全ての署名国がこの権利を有しているという多国間協定を作成した。条約は2007年半ばの時点で129ヶ国が承認した。
通過権を与える国は、権利のために料金を課すことがあり、料金の適正さについて時々論争を引き起こした。

### 第1の自由

IASTA参加国 (とその属領)

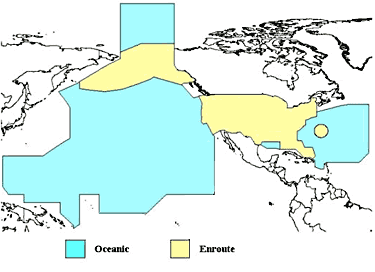
アメリカは自国の領空（黄）とICAOに航空管制の責任が委任されている空域（青）を通過する航空機に対して料金を請求する権限を有している。ただし、アメリカを発着する国内線・国際線は着陸料が支払われているため空域通過による料金の請求は行われない。

第1の自由は、着陸を行わずに他国の領空を通過する権利である:31。これは着陸を行わずに条約国の領空を通過する権利を与える。国際航空サービス輸送協定の加盟国は航空機が指定された航空路を使用することを条件に、他の加盟国にこの自由（と第2の自由）を認める。2007年夏の時点でアメリカ、インド、オーストラリアなど129ヶ国がこの条約の締約国であったが、ブラジル、ロシア、インドネシア、中国は一度も参加せず、カナダは1988年に条約から脱退した。これらの非IASTA加盟国は、他国の航空会社による自国の空域への進入に対する厳重な管理を維持し、ケースバイケースで他国との交通契約を交渉することを好んでいる:23。冷戦の期間中、ソビエト連邦と中国は他国の航空会社が自国内を通過することを一切許可しなかった。このため、一部のヨーロッパ - 日本便が、シベリア経由ではなく大西洋・太平洋経由の南回り航路を取ることを余儀なくされ、航続距離が不足しているためアラスカのアンカレジで一旦給油を行ってから目的地へ向かっていた。冷戦終結以降、第1の自由ははほぼ完全に普遍的なものとなっている:151。ほとんどの国では飛行前に事前の通知が必要であり、権利に対して相当の料金を請求することがある。
IASTAでは、各加盟国が空港（おそらく第2の自由にのみ適用可能）および"設備" (facilities) を使用するための"適正な" (reasonable) 料金を他国の航空会社に請求することができる。IATAによると、その料金は同様の国際線運航を行っている国内航空会社に請求される料金より高くしてはならない。このような料金は空港が使用されない場合、基本的に単なる領空通過の権利のためだけに請求されている。例えばIASTA加盟国であるアメリカの連邦航空局は航空機のアメリカ管轄空域進入地点から管轄空域離脱地点までの間で大円距離100海里 (190km; 120mi) あたり60.08ドルの料金を請求している。また、大西洋と北極海の一部と北太平洋の大部分を含むアメリカの管轄下にある国際海域を飛行する場合は、100海里あたり24.77ドルの低い料金 -海洋料金- が請求される。IASTAの加盟国ではない国も同様に領空通過権利のための料金を請求することができる。その中でも特にロシアは北アメリカ・ヨーロッパとアジアの間をシベリアを横断して結ぶ北極航路で高い料金を請求することで知られている。2008年、ロシアはルフトハンザ・カーゴが"上空飛行権利料金の支払い延期" (delayed payments for its flyover rights) を行ったため、一時的に同社の航空機の領空通過を拒否した。ヨーロッパの航空会社は、領空通過権利のために年間3億ユーロをロシアに支払っている。

### 第2の自由
第2の自由は旅客・貨物の取扱を行わずにテクニカル・ストップを行うことを可能にする権利である:31。他国へ行く途中で、給油や整備のためだけに第三国の空港へ着陸することができる:146。現代の旅客機は航続距離が大幅に延びているため第2の自由が適用されることは少ないが、貨物機では広く適用されており各国間で多かれ少なかれ普遍的である。
第2の自由の有名な例としてはヨーロッパで最もアメリカに近い空港と見なされたアイルランドのシャノン空港に、1960年代までほとんどの大西洋横断飛行便が給油のために着陸していた事例が挙げられる。
冷戦期間中には領空通過が禁止されたソビエト連邦と中国の空域を避けるために、西ヨーロッパと東アジアを結ぶ便がアラスカのテッド・スティーブンス・アンカレッジ国際空港で給油を行い太平洋・大西洋を横断していた。また、アンカレッジ国際空港は、冷戦後も、2000年代まで中国や台湾の航空会社がアメリカやトロントへの便で給油のために着陸を行っていた。また、南アフリカ共和国でアパルトヘイト政権が実権を握っていた際、多くのアフリカ諸国がアパルトヘイトに反対しヨーロッパと南アフリカを結ぶ航空機の領空通過を制限したため、しばしばカーボベルデ共和国サル島のアミルカル・カブラル国際空港に給油のために着陸した。
カナダのニューファンドランド・ラブラドール州にあるガンダー国際空港はカリブ海、中央アメリカ、メキシコ、そして南アメリカへ向かう途中のソビエト連邦をはじめとする東側諸国の航空会社が頻繁に給油のために着陸していた。

## 交通権
"交通権" (Traffic rights) は通過権とは対照的に他国で乗客の取扱を行う場合の規定を定めており、条約加盟国間を結ぶ国際線あるいはその国で国内線を運航することが可能になる:146。第3の自由から第5の自由は国家間で交渉されることが合意されたが、第1の自由から第5の自由までを交渉無しで全ての航空会社に対し認めることができる国際航空運送協定 (International Air Transport Agreement) あるいは"5つの自由協定" (Five Freedoms Agreement) と呼ばれる協定を結んでいる国もある:108。残りの第6の自由から第9の自由までの4項目はいくつかの航空協定によって可能になるが、シカゴ条約によって言及されないので「公式 (officially)」なものではない:108。

### 第3の自由・第4の自由
第3の自由と第4の自由は2国間を結ぶ便を運航することが可能になる基本的な権利である:146。第3の自由は自国から他国へ旅客や貨物を輸送する権利:31、第4の自由は反対に他国から自国へ旅客や貨物を輸送する権利である:31。ほとんどの場合、この2つの権利は二国間協定において同時に付与される。ただし、あくまでもこの権利は他国との間で航空機を飛ばすことを許可しただけのものであり、その他の契約や協定により航空機の容量や運航頻度、飛行が許可された航空会社、就航の許可された空港などの項目が制限される場合もある:146–147。

### 以遠権
以遠権 (Beyond rights) は他国間を結ぶ国際線あるいは他国内で国内線を運航することが許可される権利であり:146、国際航空運輸において、自国から相手国を経由して、相手国からさらに先にある別の国への区間についても営業運航を行なう権利である。今日、これらの中で最も物議を醸しているのは第5の自由である:146:108–109:112。その他の項目は物議を醸すほどではないが時にはまだ制限されている。比較的一般的なのは第6の自由である:146:94–95。
これには自国と自国を結ぶ途中に、第三国の空港で旅客・貨物の取扱を行う場合や:146、乗客が途中の空港で降機し接続する別の便に乗り継ぐストップオーバーも含まれている:146。いくつかの国際線は第三国の複数の空港に着陸することがあるが、輸送される旅客・貨物は自国から運ばれていないため、これはカボタージュではなく以遠権の一種となる:110。

#### 第5の自由
第5の自由は自国を発着する国際線において、途中経由地の第三国で旅客・貨物の取扱を行うことができる権利である。この権利では旅客・貨物を自国から他国へ向かいさらに別の国へ輸送することができる。例としては2004年にエミレーツ航空がドバイからオーストラリアのブリスベンを経由しニュージーランドのオークランドへ向かう便を設定したのが第5の自由となる:34。
第5の自由は航空会社の長距離路線の経済的実行可能性を高めることを目的としているが、地元の航空会社や政府によって不当競争と見なされる傾向がある:33–34。実際には少なくとも3つの異なる国の承認が必要であるため、第5の自由の交通権の交渉は長くなる可能性がある:131。
技術の進歩と旅客数の増加がより多くの直行便の運航を可能にした1980年代初頭まで、第5の自由は長距離飛行の経済的実行可能性に尽力した:31–32。航空会社がフライトの最終目的地に向かう途中で第三国の1つ以上の空港に着陸することは珍しくなく、ヨーロッパとアフリカ、南アメリカと極東の間を結ぶ多数の便では第5の自由が適用されていた:31–32。1980年代半ばのマルチセクターフライトの例としては、ローマからアテネ、デリー、バンコク、香港を経由して東京へ向かうアリタリア航空の便が挙げられる:31–32。2000年代、東アジアでは第5の自由が特に東京、香港、バンコクへの便で一般的であった。特に後者の2つの目的地の間では、2004年には本拠地が香港にもバンコクにもなかった少なくとも4つの航空会社によってサービスが提供されていた:32。シンガポール - バンコク線も重要な第5の自由適用路線となっている。1990年代後半、2つの都市の間で利用可能な座席の半分は第5の自由の権利を保有する航空会社によって提供されていた:112。ヨーロッパ、南アメリカ、カリブ海、タスマン海では第5の自由のその他の主要市場がある:32–33, 36。
第5の自由は、非保護または不十分なルートを利用しようとしている航空会社、または第2の自由によって許可されている場所ですでにフライトが技術的に停止している航空会社によって求められている:32。利用可能な座席数を増やすことで、政府（例：タイ）は観光を促進する方法として時々第5の自由を奨励することがある。しかし、自国のフラッグ・キャリアを保護するために過度に交通権を自由化することを避けようとする反動的な圧力がかけられることもある:110。1990年代までに、第5の自由はそれらをホストしている国の航空会社に損失をもたらすサービスであるとしてアジアで論争を引き起こした:16–19。特にアジアにおける米国の航空会社のサービスパターンへの抗議でアジアの航空会社にとって第6の自由度が重要性を増している一方で、第5の自由を許可することに寛容になっている国もある:112。
1952年の日米二国間航空輸送協定は、日本を経由し西アジア太平洋地域の目的地まで運航する指定されたアメリカの航空会社に無制限の第5の自由の権利が付与されているため、特に論議を呼んでいると見なされてきた。例えば1990年代初頭、日本政府がニューヨーク - 大阪 - シドニー便の運航を許可しなかった際には、アメリカ政府と申請を行った航空会社が抗議活動を行った。日本政府は対日自由貿易の最大の正当化は、無制限の第5の自由の適用を見直すことであることを明記し、「日本 - オーストラリア間の航空便の約10%が、アメリカの航空会社によるアメリカを発着する第3の自由と第4の自由の航空路線である」と反論した。
日本はアメリカ以外にも多くの未使用の第5の自由の権利を保有していたが、これらは日本の航空会社の運用コストの高さと地理的状況のために日本を経由するアメリカの航空会社が享受する第5の自由よりも価値が低いと見なされていた。日本は北アメリカの旅行者にとってアジアへの有用な玄関口として機能している。1995年には、アメリカの航空会社に対する選択的な制限を設けながら、日本の航空会社の米国の目的地へのアクセスを自由化することによって航空運送契約が更新された:19–24。

#### 第6の自由
第6の自由は、第3の自由と第4の自由を組み合わせたもので、自国を経由し他国と第三国へ旅客・貨物の輸送を行うことができる権利である:31。また、運航会社の国を経由地とする第5の自由の形態と見なすこともできる。この見方はしばしば保護貿易政策として呼び出されることがある:33–34。したがって、国によっては第6の自由度を第5の自由であるかのように規制しようとしている:130。
第6の自由は歴史的にアジアで広く行き渡っていた。タイ航空とシンガポール航空のような東南アジアの航空会社がヨーロッパとオーストラリアの間のカンガルー航路を運航し、日本の航空会社が東南アジアとアメリカの間を結んだ。また、エア・カナダはカナダのハブ空港を経由しアメリカとヨーロッパ・アジアの間で乗客を輸送する戦略を追求した。
第6の自由は法的に制限されていることは滅多にないが、第5の自由と同様に物議を醸すことがある。例えばカンタス航空は、エミレーツ航空、シンガポール航空、およびその他の第6の自由の権利を保有している航空会社がヨーロッパとオーストラリアの間の航空市場で不公平な優位性を持っていると訴えた。
航空サービス協定の性質は本質的には交通権の公平な交換を目指す重商主義的交渉であるため二国間協定の結果は完全に相互的ではなく、むしろ2つの市場の相対的な規模と地理的位置を反映していることが多い:129。また、より小さな国がより大きな国に第5の自由の権利を与えることと引き換えに、小さな国は大きな国から先の目的地への第6の自由の権利を得ることができるかもしれない:129–130。

#### 第7の自由
第7の自由は第5の自由の派生形で、自国には一切サービスを提供せず他国と第三国の間で旅客・貨物の輸送が行える権利である:31。

#### 概要
国際線の運航が開始された当初の航空機は航続距離が短く、直行便の運航できる区間が限られていたため、直行できない路線では給油のために途中の空港に着陸する必要があった。しかし、途中経由地においても空港利用料が発生するなど、運航経費が増加してしまう。そこで、途中経由地から最終目的地までの営業（＝その区間のみの航空券を販売すること）が可能になれば、その区間のみの利用者からの運賃収入も得られ、収益に寄与することになる。そのような営業を行なう権利のことを以遠権という。
1949年にフランスとアメリカの間で締結された航空協定において、二国間の輸送量・運航会社・路線・運賃などを定めた際に、以遠権についても認められることになったものが最初である。
しかし、実際の航空交渉においては、自国の航空権益を守ったり、航空会社を育成する立場から、政治的な駆け引きが行なわれる。この政治的な駆け引きには、二国間の力関係も大きく作用することから、本来は権益の平等な許与が原則であるにもかかわらず、不平等な内容になることもある。
例えば、日本とアメリカの間で1952年に定められた協定においては、締結当初からアメリカ側に有利となる内容になっていた。この中でもっとも顕著な権益格差として指摘されていたのが以遠権で、1977年の時点では米国側2社（ノースウエスト航空・パンアメリカン航空）が日本以遠に対して無制限の以遠権を有している のに対して、日本側はニューヨークを経由して欧州・南米へ向かう権利しか認められていなかった。その後、1998年に日米航空協議において、以遠権についても日米3社ずつと平等化が図られている。
以遠権行使が認められない場合、途中経由地から最終目的地までの営業はできない。例えば、現在は運航されていないものの、過去にベトナム航空にはホーチミン - 成田 - ダラスの経由便があったが、成田-ダラス間のみをベトナム航空便として搭乗することはできなかった。しかし、この成田-ダラス区間はアメリカン航空および日本航空とのコードシェア便であったため、これらの航空会社でアメリカン航空便または日本航空便として購入すれば成田-ダラス間のみの搭乗も可能であった。
また、例えばパリ - ロサンゼルス - パペーテの経由便を運航しているエールフランス (AF76/77便)は、ロサンゼルス - パペーテ間の以遠権区間のみの搭乗が可能である。しかし、同便は2019年以降の新型コロナウイルスの流行によりアメリカを経由することが難しくなり、一時的な措置として、2021年8月現在AF74/75の便名で経由地をバンクーバーに変更している。エールフランスはこれ以前から、そもそもパリ - バンクーバー間の運航をしているため、同区間でこのAF74/75便に搭乗することは可能である。しかしカナダからの以遠権が無いため、バンクーバー - パペーテ間のみの搭乗はできない。AF74/75便にてパペーテを発着したい場合には、パリ - バンクーバー - パペーテ間を途中降機せずに全区間搭乗する必要があるということである。

#### 以遠権の行使例
以遠権の行使方法は、大きく2つに分けられる。

##### 航空機の航続距離に起因するもの
2006年1月13日まで日本に乗り入れていたヴァリグ・ブラジル航空では、日本とブラジルを直行できる航続距離を持つ旅客機が存在しなかったため、アメリカのロサンゼルス経由としていた。この時には、以遠権を行使し、日本とアメリカ相互間のみの利用も認められていた。

##### 本国以外のハブ空港として利用
前述の通り、ノースウエスト航空が日本以遠のアジア路線に対して無制限の以遠権を有しており、デルタ航空もこれを継承している。これを利用して、成田国際空港をハブ空港として運用し、アメリカ本土路線と接続するための日本からアジア各国への路線を運航している。デルタ航空ではこのような路線の運航のために、ボーイング757を成田を事実上の所属港として運用させ、格納庫も整備している。
ユナイテッド航空もパンアメリカン航空から太平洋線を買収した際に、同様の以遠権を継承している。近年のアジア方面路線では、以遠権を行使せず直行便主体となりつつあるが、コンチネンタル航空との合併を機にアメリカ本土路線と日本からアジア各国への利便性を強化する為、再度成田国際空港を活用した路線の拡充を図っている。

#### 日本の航空会社による以遠権区間一覧

##### 現存する路線
現在、日本の航空会社による以遠権路線は存在しない。

##### 過去に存在した路線
日本航空
- JL12/11便 東京成田発着 バンクーバー - メキシコシティ間
- JL48/47便 名古屋小牧 発着 東京成田経由 ニューヨークJFK - サンパウロ間
- JL721/722便 関西国際空港発着 シンガポール・チャンギ国際空港 - クアラルンプール国際空港

 バニラ・エア
- JW105/102便 東京成田発着 台北桃園 - ホーチミンシティ間 (往路2016年9月14日、復路同15日より。既存の成田 - 台北桃園便をホーチミンシティまで延伸したもの)

#### 日本発着の以遠権区間一覧

##### 現存する路線
ユナイテッド航空
- UA32/33便 ロサンゼルス発着  東京成田 - セブ間
- UA6/7便 ヒューストン発着  東京成田 - ウランバートル間（季節限定運行）
- UA837/838便 サンフランシスコ発着  東京成田 - 高雄間
- UA142/143便 デンバー発着  東京成田 - パラオ間（2025年10月29日開設予定）

 キャセイパシフィック航空
- CX450/451便 香港発着 台北桃園 - 東京成田間
- CX530/531便 香港発着 台北桃園 - 名古屋中部間
- CX564/565便 香港発着 台北桃園 - 大阪関西間

 タイ・エアアジア X
- FD242/243便 チェンマイ発着 台北桃園 - 新千歳間

 タイ・エアアジア
- FD518/519便 バンコク発着 香港 - 那覇間

 タイ・ライオン・エア
- SL390/391便 バンコク発着 高雄 - 那覇間

 エアアジア X
- D7 382/383便 クアラルンプール発着 台北桃園 - 大阪関西間
- D7 384/385便 クアラルンプール発着 台北桃園 - 那覇間

 マリンド・エア
- OD888/889便 クアラルンプール発着 台北桃園 - 札幌間

 エアアジア
- AK1510/1511便 コタキナバル発着 台北桃園 - 福岡間

 エチオピア航空
- ET672/673便 アディスアベバ発着 ソウル仁川 - 東京成田間 (2018年5月までは香港経由であった)

 アシアナ航空
- OZ1087/1077便 東京成田 - サイパン (季節限定運行。同一機材による便名変更：ソウル仁川 - 東京成田間は、それぞれOZ108/107便)

 ティーウェイ航空
- TW311/312便 大邱発着 大阪関西 - グアム間

 シンガポール航空
- SQ12/11便 シンガポール発着 東京成田 - ロサンゼルス間

 スクート
- TR868/869便 シンガポール発着 バンコク・ドンムアン - 東京成田間
- TR874/875ならびに898/899便 シンガポール発着 台北桃園 - 東京成田間
- TR892/893便 シンガポール発着 台北桃園 - 札幌間
- TR894/895便 シンガポール発着 高雄 - 大阪関西間

#### 過去に存在した路線
エアアジア X
- D7 1/2便 クアラルンプール発着 大阪関西 - ホノルル間

 パキスタン国際航空
- PK852/853便 カラチならびにラホール発着 イスラマバード - 北京 - 東京成田間

 エア・インディア
- AI314/315便 ムンバイ発着 デリー経由 香港 - 大阪関西間 (2019年9月18日運休)
- AI308/309便 デリー発着 バンコク・スワンナプーム - 東京成田間

 チャイナエアライン
- CI20/19便 台北桃園発着 大阪関西 - ニューヨークJFK間 (2014年9月29日台北発、30日ニューヨーク発をもって運休)
- CI18/17便 台北桃園発着 東京成田 - ホノルル間

 キャセイパシフィック航空
- CX510/511便 香港発着 台北桃園 - 福岡間

 デルタ航空
- DL155/156便 東京成田 - 香港間 (2014年10月25日東京発、26日香港発をもって運休)
- DL167/166便 シアトル発着 東京成田 - シンガポール間 (2019年9月21日東京発、22日シンガポール発をもって運休)
- DL172/473便 ニューヨークJFK - 東京成田 - 大阪関西 - グアム (2016年10月3日をもって運休)
- DL275/276便 デトロイト発着 東京成田 - 台北桃園間 (2017年5月23日東京発、24日台北発をもって運休)
- DL283/284便 ロサンゼルス発着 東京成田 - バンコク・スワンナプーム間 (2016年10月29日東京発、30日バンコク発をもって運休)
- DL615/616便 ミネアポリス発着 東京成田 - シンガポール間
- DL617/618便 東京成田 - 北京間 (2014年3月29日東京発、30日北京発をもって運休)
- DL629/630便 名古屋中部 - マニラ間 (2014年10月25日名古屋発、26日マニラ発をもって運休)
- DL275/276便 デトロイト発着 東京成田 - マニラ間 (東京での機材変更) (2020年3月31日まで)

 エチオピア航空
- ET672/673便 アディスアベバ発着 香港 - 東京成田間 (2018年6月より、ソウル仁川経由となった)

 イラン航空
- IR800/801便 テヘラン発着 北京 - 東京成田間 (曜日によってはソウル仁川経由であったが、こちらはソウル - 東京間のみの利用はできなかった。

 大韓航空
- KE1/2便 ソウル仁川発着 東京成田 - ロサンゼルス間 (便名は継続し、行き先をホノルルに変更)
- KE1/2便 ソウル仁川発着 東京成田 - ホノルル間 (この便名は以前はロサンゼルス行きであった)
- KE9137/9138便　ソウル仁川発着　東京成田 - グアム間
- KE721/722便　ソウル仁川発着　大阪関西 - グアム間
- KE733/734便　済州発着　大阪関西 - グアム間

 アシアナ航空
- OZ120/119便　ソウル仁川発着　大阪関西 - サイパン間

 タイ国際航空
- TG620/621便 バンコク・スワンナプーム発着 マニラ - 大阪関西間

 マレーシア航空
- MH92/93便 クアラルンプール発着 東京成田 - ロサンゼルス間

 ヴァリグ・ブラジル航空
- RG832/833便 リオデジャネイロ発着 サンパウロ、リマ経由 ロサンゼルス - 東京成田間
- RG834/835便ならびに836/837便 リオデジャネイロ発着 サンパウロ経由 ロサンゼルス - 東京成田間 (同じ経路であるが、曜日によって経由地での発着時刻に5分の差があり、別便名が付いていた)
- RG838/839便 リオデジャネイロ発着 サンパウロ経由 ロサンゼルス - 名古屋小牧間

 シンガポール航空
- SQ632/631便 シンガポール発着 バンコク・スワンナプーム - 東京成田間
- SQ973/974便 シンガポール発着 バンコク・スワンナプーム - 大阪関西間

 ジェットスター・アジア航空
- 3K509/510便 シンガポール発着 バンコク・スワンナプーム - 福岡間 (2016年10月1日をもって運休)
- 3K777/778便 シンガポール発着 クラーク - 大阪関西間
- 3K721/722ならびに723/724便 シンガポール発着 台北桃園 - 大阪関西間
- 3K763/764便 シンガポール発着 マニラ - 大阪関西間

 スクート
- TR700/701便 シンガポール発着 大阪関西 - ホノルル間 (2019年5月7日運休)
- TR866/867便 シンガポール発着 バンコク・ドンムアン - 大阪関西間 (2019年9月15日運休)

下記路線はタイガーエアとの統合により、2レターコードがTZよりTRに変更された。また、それに伴い便名の数字も変更されている。
- TZ202/201便 シンガポール発着 台北桃園 - 東京成田間 (TR874/875ならびに898/899便へ変更)
- TZ216/215便 シンガポール発着 台北桃園 - 札幌間 (TR892/893便へ変更)
- TZ288/287便 シンガポール発着 高雄 - 大阪関西間 (TR894/895便へ変更)
- TZ292/291便 シンガポール発着 バンコク・ドンムアン - 東京成田間 (TR868/869便へ変更)
- TZ298/297便 シンガポール発着 バンコク・ドンムアン - 大阪関西間 (TR866/867便へ変更)

 ユナイテッド航空
- UA79/78便 ニューアーク発着 東京成田 - 香港間 (2013年10月25日東京発、26日香港発をもって運休)
- UA79/78便 ニューアーク発着 東京成田 - ソウル仁川間 (東京にて機材変更) (2017年10月27日東京発、28日ソウル発をもって運休)
- UA803/804便 ワシントンD.C.発着 東京成田 - シンガポール間 (東京にて機材変更) (UA1/2便 サンフランシスコ-シンガポール直航便の就航を理由に、2016年6月2日のシンガポール発をもって運休)
- UA831/830便 サンフランシスコ発着 名古屋中部 - 台北桃園間 (2007年6月7日名古屋発をもって運休)
- UA837/838便 サンフランシスコ発着 東京成田 - 台北桃園間 (2012年10月26日東京発、27日台北発をもって運休)
- UA837/838便 サンフランシスコ発着 東京成田 - バンコク・スワンナプーム間 (2014年3月28日東京発、29日バンコク発をもって運休)

 フィリピン航空
- PR896/897便 マニラ発着 台北桃園 - 大阪関西間

 ジェットスター航空
- JQ63/64便 ダーウィン発着 シンガポール - 大阪関西間 (2013年11月1日をもって運休)
- JQ79/78便 ダーウィン発着 マニラ - 東京成田間 (2014年3月29日をもって運休)

 ニューギニア航空
- PX56/57便 ポートモレスビー発着 チューク - 東京成田間 (2018年9月1日就航。しかし同年10月1日からの週1便に減便に伴い搭乗予定者が減少したことから、同年10月13日より運休させた。)

 エティハド航空
- EY888/889便 アブダビ発着 北京 - 名古屋中部間

#### 日本の航空会社・日本発着以外の以遠権区間一覧

##### 現存する主な路線
ブリティッシュ・エアウェイズ
- BA2157/2256便 ロンドン・ガトウィック (LGW)発着 セントジョンズ (アンティグア) (ANU) - バセテール (SKB)ならびにトバゴ (TAB)間 (曜日によってバセテール行きかトバゴ行きかが変わる)
- BA15/16便 ロンドン・ヒースロー (LHR)発着 シンガポール (SIN) - シドニー (SYD)間

 エールフランス航空
- AF76/77便 パリ/シャルル・ド・ゴール (CDG)発着 ロサンゼルス (LAX) - パペーテ (PPT)間

フレンチ・ビー
- BF710/711便 パリ/シャルル・ド・ゴール (CDG)発着 ロサンゼルス (LAX) - パペーテ (PPT)間

 エア・タヒチ・ヌイ
- TN2/1便 パペーテ (PPT)発着 ロサンゼルス (LAX) - パリ/シャルル・ド・ゴール (CDG)間

 エアカラン
- SB500/501便 ヌメア (NOU)発着 バンコク・スワンナプーム (BKK) - パリ/シャルル・ド・ゴール (CDG)間
- SB630/631便 ヌメア (NOU)発着 ナンディ (NAN) - パペーテ (PPT)間
- SB330/331便 ヌメア (NOU)発着 ナンディ (NAN) - ヒヒフォ(WLS)間

 エバー航空
- BR61/62便 台北桃園 (TPE)発着 バンコク・スワンナプーム (BKK) - ウィーン (VIE)間
- BR67/68便 台北桃園 (TPE)発着 バンコク・スワンナプーム (BKK) - ロンドン・ヒースロー (LHR)間
- BR75/76便 台北桃園 (TPE)発着 バンコク・スワンナプーム (BKK) - アムステルダム (AMS)間

 中国国際航空
- CA865/866便 北京首都 (PEK)発着 マドリード (MAD) - ハバナ (HAV)間
- CA897/898便 北京首都 (PEK)発着 マドリード (MAD) - ブエノスアイレス (EZE)間

上海航空
- FM871/872便 上海浦東 (PDG)発着 マルセイユ (MRS) - カサブランカ (CMN)間

 キャセイパシフィック航空
- CX420/421便 香港 (HKG)発着 台北桃園 (TPE) - ソウル仁川 (ICN)間
- CX713/712便 香港 (HKG)発着  バンコク・スワンナプーム (BKK) - シンガポール (SIN)間
- CX888/865便 香港 (HKG)発着 バンクーバー (YVR) - ニューヨークJFK (JFK)間

 エミレーツ航空
- EK247/248便 ドバイ (DXB)発着 リオデジャネイロ (GIG) - ブエノスアイレス (EZE)間
- EK263/264便 ドバイ (DXB)発着 サンパウロ (GRU) - サンティアゴ・デ・チレ (SCL)間 (ただし以遠権区間のみ搭乗の場合、ファーストクラスでは発券できない)
- EK384/385便 ドバイ (DXB)発着 バンコク・スワンナプーム (BKK) - 香港 (HKG)間 (ただし以遠権区間のみ搭乗の場合、ファーストクラスでは発券できない)
- EK388/389便 ドバイ (DXB)発着 ヤンゴン (RGN) - プノンペン (PNH)間
- EK404/405便 ドバイ (DXB)発着 シンガポール (SIN) - メルボルン (MEL)間
- EK412/413便 ドバイ (DXB)発着 シドニー (SYD) - クライストチャーチ (CHC)間
- EK432/433便 ドバイ (DXB)発着 シンガポール (SIN) - ブリスベン (BNE)間
- EK652/653便 ドバイ (DXB)発着 マレ (MLE) - コロンボ (CMB)間
- EK713/714便 ドバイ (DXB)発着 ルサカ (LUN) - ハラレ (HRE)間
- EK787/788便 ドバイ (DXB)発着 アクラ (ACC) - アビジャン (ABJ)間
- EK795便 ドバイ (DXB)発 コナクリ (CKY) → ダカール (DSS)間 (ドバイ → コナクリ → ダカール → ドバイの三角運航である)

 KLMオランダ航空
- KL421/422便 アムステルダム (AMS)発着 ダンマーム (DMN) - マスカット (MCT)間
- KL445/446便 アムステルダム (AMS)発着 クウェート (KWI) - バーレーン (BAH)間
- KL511便 アムステルダム (AMS)発 フリータウン (FNA) → モンロビア (ROB)間 (アムステルダム → フリータウン → モンロビア → アムステルダムの三角運航である)
- KL701/702便 アムステルダム (AMS)発着 ブエノスアイレス (EZE) - サンティアゴ・デ・チレ (SCL)間
- KL809/810便 アムステルダム (AMS)発着 クアラルンプール (KUL) - ジャカルタ (CGK)間
- KL835/836便 アムステルダム (AMS)発着 シンガポール (SIN) - デンパサール (DPS)間

 ケニア航空
- KQ502/503便 ナイロビ (NBO)発着 アクラ (ACC) - モンロビア (ROB)(往路502便のみ寄港) - フリータウン (FNA)間
- KQ504/505便 ナイロビ (NBO)発着 アクラ (ACC) - モンロビア (ROB)(復路505便のみ寄港) - フリータウン (FNA)間

 LATAM チリ
- LA704/705便 サンディアゴ・デ・チレ (SCL)発着 マドリード (MAD) - フランクフルト・アム・マイン (FRA)間

 スイス インターナショナル エアラインズ
- LX242/243便 チューリッヒ (ZRH)発着 ドバイ (DXB) - マスカット (MCT)間
- LX92/93便 チューリッヒ (ZRH)発着 サンパウロ (GRU) - ブエノスアイレス (EZE)間

 モーリタニア航空
- L6 100/101便 ヌアクショット (NKC)発着 バマコ (BKO) - コトヌー (COO) - ブラザヴィル (BZV)間
- L6 104/105便 ヌアクショット (NKC)発着 ダカール (DSS) - コナクリ (CKY)間
- L6 112/113便 ヌアクショット (NKC)発着 ダカール (DSS) - バマコ (BKO) - アビジャン (ABJ)間
- L6 128/129便 ヌアクショット (NKC)発着 ダカール (DSS) - コナクリ (CKY) - フリータウン (FNA)間

 マダガスカル航空
- MD18/19便 アンタナナリボ (TNR)発着 サン＝ドニ (RUN) - 広州 (CAN)間 (ただし、以遠権区間のみ利用の場合は、マダガスカル航空便名で予約することはできず、この以遠権区間のみでコードシェアしているエール・オーストラルのUU818/819便名で予約する必要がある)

 ブリュッセル航空
- SN205/206便 ブリュッセル (BRU)発着 ダカール (DSS) - コナクリ (CKY)間
- SN241ならびに243便 ブリュッセル発 フリータウン (FNA) → モンロビア (ROB)間 (ブリュッセル → フリータウン → モンロビア → ブリュッセルの三角運航である)

 シンガポール航空
- SQ26/25便 シンガポール発着 フランクフルト (FRA) - ニューヨークJFK (JFK)間
- SQ377/378便 シンガポール発着 ミラノ(MXP) - バルセロナ(BCN)間

 タイ国際航空
- TG507/508便 バンコク・スワンナプーム (BKK)発着 カラチ (KHI) - マスカット (MCT)間
- TG634/635便 バンコク・スワンナプーム (BKK)発着 台北桃園 (TPE) - ソウル仁川 (ICN)間

 エア・カナダ
- AC90/91便 トロント (YYZ)発着 サンパウロ (GRU) - ブエノスアイレス (EZE)間

#### 過去に存在した路線
大韓航空
- KE61/62便 ソウル仁川 (ICN)発着  ロサンゼルス (LAX) - サンパウロ (GRU)間 (2016年9月24日をもって運休)

 中国国際航空
- CA841/842便 北京首都 (PEK)発着 ウィーン (VIE) - バルセロナ (BCN)間 (現在はバルセロナ便がCA845/846便の直航便として独立。CA841/842便はウィーン直航便として便名が引き継がれている)
- CA879/880便 北京首都 (PEK)発着 モントリオール (YUL) - ハバナ (HAV)間
- CA885/886便 北京首都 (PEK)発着 ヒューストン (IAH) - パナマシティ (PTY)間

 チャイナエアライン
- CI65/66便 台北桃園発着 バンコク・スワンナプーム (BKK) - アムステルダム (AMS)間 (2016年12月2日よりCI73/74便が直航便にて運航)
- CI71/72便 台北桃園発着 デリー (DEL) - ローマ・フィウミチーノ (FCO)間 (2016年12月3日よりローマ便の直航便化に伴い便名をCI75/76便に変更。デリー便はCI181/182便の直航便として独立。
- CI51/52便 台北桃園発着 シドニー (SYD) - オークランド (AKL)間  (2017年5月1日よりシドニー - オークランド間を運休)

 ニュージーランド航空
- NZ35/38便 オークランド (AKL)発着 香港 (HKG) - ロンドン・ヒースロー (LHR)間 (2013年3月4日をもって運休。前述のNZ2/1便と合わせれば、ニュージーランド航空のみで世界一周旅行が可能であり、世界一周航路を保有する唯一の航空会社であった)
- NZ18/19便 オークランド (AKL)発着 ラロトンガ (RAR) - ロサンゼルス (LAX)間
- NZ2/1便 オークランド (AKL)発着 ロサンゼルス (LAX) - ロンドン・ヒースロー (LHR)間

 シンガポール航空
- SQ62/61便 シンガポール発着 モスクワ・ドモジェドヴォ (DME) - ヒューストン (IAH)間 (2016年10月29日をもって運休。翌30日よりSQ52/51便がマンチェスター経由にて運航)
- SQ52/51便 シンガポール発着 マンチェスター (MAN) - ヒューストン (IAH)間 (2016年10月30日より運航開始。前日29日まではSQ62/61便としてモスクワ・ドモジェドヴォ (DME)経由であった)
- SQ16/15便 シンガポール発着 ソウル仁川 (ICN) - サンフランシスコ (SFO)間 (2016年10月22日をもって運休)
- SQ8/7便 シンガポール発着 ソウル仁川 (ICN) - ロサンゼルス (LAX)間 (2016年10月23日より前述のSQ16/15便 シンガポール - ソウル仁川 - サンフランシスコ便の運休に伴い就航。しかし2018年11月12日よりSQ38/37直航便の運航再開で同年11月30日をもって運休となった。)
- SQ68/67便 シンガポール発着 バルセロナ (BCN) - サンパウロ (GRU)間 (2016年10月20日をもって運休)
- SQ362/361便 シンガポール発着 モスクワ・ドモジェドヴォ (DME) - ストックホルム (ARN)間

 タイ国際航空
- TG628/629便 バンコク・スワンナプーム (BKK)発着 香港 (HKG) - ソウル仁川 (ICN)間 (2018年10月28日より香港 - ソウル仁川間を運休)
- TG692/693便 バンコク・スワンナプーム (BKK)発着 ソウル仁川 (ICN) - ロサンゼルス (LAX)間 (2015年10月24日をもって運休)

 キャセイパシフィック航空
- CX703/700便 香港 (HKG)発着  バンコク・スワンナプーム (BKK) - コロンボ (CMB)ならびにカラチ (KHI)間 (曜日によってコロンボ行きかカラチ行きかが変わっていた。カラチ便は2014年6月28日をもって運休となり、コロンボ便は2015年10月25日よりCX611/610便が直航便にて運航。なおカラチ発の便名はCX2700便だった。)
- CX711/710便 香港 (HKG)発着  シンガポール (SIN) - コロンボ (CMB)間  (現在はコロンボ便がCX611/610便の直航便として独立。CX711/710便はシンガポール直航便として便名が引き継がれている)

 フィリピン航空
- PR126/127便 マニラ (MNL)発着 バンクーバー (YVR) - ニューヨーク・ジョン・F・ケネディ  (JFK)間 (現在はバンクーバー便がPR116/117便の直航便として独立。PR126/127便はニューヨーク直航便として便名が引き継がれている)

 カンタス航空
- QF1/2便 シドニー (SYD)発着  ドバイ (DXB) - ロンドン・ヒースロー (LHR)間 (2018年3月25日より寄港地をシンガポールへ変更)
- QF5/6便 シドニー (SYD)発着  シンガポール (SIN) - フランクフルト (FRA)間 (2013年4月15日をもって運休)
- QF9/10便 メルボルン (MEL)発着  ドバイ (DXB) - ロンドン・ヒースロー (LHR)間 (2018年3月25日より寄港地をパースへ変更)

 エミレーツ航空
- EK408/409便 ドバイ (DXB)発着  クアラルンプール (KUL) - メルボルン (MEL)間 (2016年10月30日より直航便化)

 MIATモンゴル航空
- OM135/136便 ウランバートル (ULN)発着 モスクワ・シェレメーチエヴォ (SVO) - ベルリン・テーゲル (TXL)間

### カボタージュ
カボタージュとは、同じ国の2つの地点間で多国籍の船舶や航空機を運航することを規制する規則である。端的に言えば「沿岸水域での貿易または航海、あるいはその領空内で航空機を運航する国の独占的権利」である。

#### 改訂 第6の自由
改訂 第6の自由は第6の自由では他国と第三国の間を自国経由で結ぶ権利であったものを他国の2点間を自国経由で結ぶことができるように修正された権利である。
例えばカナダの航空会社の航空機がアメリカのニューヨークからロサンゼルスへ向かう途中にトロントに着陸した場合は第6の自由ではなく改訂 第6の自由が適用される。

#### 第8の自由（タグエンド・カボタージュ）
第8の自由は他国の2点間を直接結びつつ自国を発着する権利のことでタグエンド・カボタージュやコンセスティブ・カボタージュとも呼ばれる:31。これは全ての欧州連合加盟国に与えられる権利であるためヨーロッパでは一般的であるがその他の地域では非常に稀である。他の例としては、1996年にオーストラリアとニュージーランドの間に設立された単一航空市場 (Single Aviation Market, SAM) や、ブルネイ、チリ、ニュージーランド、シンガポール間の「国際航空輸送自由化に関する多国間協定」(Multilateral Agreement on the Liberalization of International Air Transportation, MALIAT) の2001年議定書が挙げられる。また、1950年代から1980年代にかけてフランクフルトと西ベルリンの間を飛行するのはパンアメリカン航空の権限であったが、国内の航空ネットワークの状態ではなく政治情勢がこれを決定づけた。1990年までは、西ドイツと西ベルリンの占領地との間で航空輸送を行う権利を有していたのは、フランス、イギリスおよびアメリカのみであった。2005年に、イギリスとニュージーランドは無制限のカボタージュ権利を与える協定を締結した。両国間の距離を考えると、合意は近い将来これらの権利が取り上げられるであろうという期待よりもむしろ政治的原則を反映していると見ることができる。同様に、ニュージーランドは1999年にアイルランドと第8の自由の権利を交換している。

#### 第9の自由（独立型カボタージュ）
第9の自由は他国の2点間を自国を経由せずに結ぶことができる権利である。分かりやすくすると他国で国内線を運航することができる権利とも言える。これは"独立型カボタージュ" (Stand alone cabotage) とも呼ばれ、自国が関係しないことから"真のカボタージュ" (true cabotage) の定義からは外れている。この自由は、欧州経済領域を含む欧州連合において有効である。例えばノルウェーのノルウェー・エアシャトルはスウェーデン、デンマーク、フィンランド、イギリスで国内線を運航しており、アイルランドのライアンエアーはイギリス、ドイツ、イタリアで国内線を運航している。また、イギリスのイージージェットはドイツとフランスで国内線を運航している。